# Скрытый клинок
«Скрытый клинок» или «Спрятанный меч: коготь демона» — японский фильм 2004 года режиссёра Ёдзи Ямады, основанный на историческом романе Сюхэя Фудзисавы. Это второй фильм трилогии о самураях японского режиссёра Ёдзи Ямады. Первый фильм трилогии — Сумеречный самурай (2002), третий — Любовь и честь (2006).

Действие фильма происходит во второй половине XIX века и, как во всех фильмах трилогии, показан быт небогатых самураев. Главный герой — Мунэдзо Катагири, самурай низкого ранга, проходящий строевую подготовку.

## Сюжет
Действие происходит в Японии в 1860-х годах, во времена культурной ассимиляции (когда Япония завозит из Западной Европы новые винтовки и пушки, и вместе с ними начинает перенимать европейские военные традиции, например, правила движений при маршировке отдельных солдат, правила при маршировке (при прохождении) группы солдат, то есть строевой подготовки).
Два самурая, Мунэдзо Катагири (Масатоси Нагасэ) и Самон Симада (Хидетака Есиока), прощаются со своим другом Яитиро Хадзамой (Юкиеси Одзава), который должен служить в Эдо (современный Токио) при сегунате этого региона. Хотя должность сулит выгоды, Катагири выражает свою обеспокоенность тем, что человек с характером Яитиро может попасть в беду. Его сомнения подтверждаются, когда женатый Яитиро выражает намерение предаваться чувственным удовольствиям Эдо (распутной жизни), находясь там.
Во время ужина тем же вечером мать Катагири напоминает Самону о финансовых трудностях, которые пережила семья после смерти её мужа (который совершил ритуальное самоубийство — харакири после того, как были обнаружены финансовые нарушения в строительном проекте — в строительстве моста). Она желает брака между Самоном и Сино (Томоко Табата), сестрой Катагири. При этом также присутствует Кие (Такако Мацу), экономка Катагири, которая грамотна и обучена этикету. В голосе за кадром Катагири намекает на свою привязанность к Кие, но затем рассказывает, что примерно в то же время, когда Сино вышла замуж за Самона, Кие вышла замуж за человека из торгового сословия и покинула дом Катагири.
Проходит три года, в течение которых мать Катагири умирает. Прогуливаясь по городу, он видит Кие в магазине кимоно, где она уверяет его, что с ней все в порядке. Однако несколько месяцев спустя Сино рассказывает Катагири, что с самого начала её брака Кие была вынуждена выполнять с утра до ночи обязанности прислуги, что она стала не более чем рабыней своей новой семьи, и что она тяжело больна. Обеспокоенный, Катагири навещает миссис Исея (Сатико Мицумото), свекровь Кие, и находит Кие в тяжелом состоянии из-за её болезни. Возмущенный, он требует, чтобы муж Кие подал документы на развод, а затем несет её в свой дом, чтобы попытаться вылечить её.
Меняющиеся времена вынудили Катагири и его товарищей-самураев изучать приемы западного оружия, которые старшие члены клана презирают. Из Эдо приходит известие, что правительственные чиновники сорвали восстание против сегуна и что в нём участвовал Яитиро, друг Катагири. После возвращения в деревню в клетке заключенного Яитиро лишают чести за отказ совершить ритуальное самоубийство — харакири, и он должен провести остаток своих дней в камере. Полагая, что друзья Яитиро являются соучастниками, Хори (Кен Огата), главный вассал клана (министр), требует, чтобы Катагири опознал их, но он отказывается, ссылаясь на свою честь самурая, и его увольняют.
Тем временем Кие после соблюдения предписаний врача — лекаря (постельный режим, отдых и никакой работы) выздоровела и снова стала экономкой Катагири. Хотя их привязанность друг к другу очевидна, Кие и Катагири прекрасно осознают разницу в своем социальном классе и действуют соответственно. Тем не менее, сплетни побуждают Катагири отправить Кие обратно в деревню, чтобы она жила в доме её отца. Вскоре после этого Яитиро сбегает из тюрьмы и берет в заложники семью. Хори требует, чтобы Катагири расправился с ним, поскольку узнает, что они оба учились у одного мастера боевых искусств и примерно одного уровня по мастерству, и превосходят по мастерству обычных самураев клана.
Зная, что Яитиро — лучший фехтовальщик, Катагири навещает своего бывшего учителя (Мин Танака), который теперь является фермером (крестьянином), и изучает опасный манёвр, который включает в себя поворот спиной к врагу, а затем неожиданный уворот от нападающего со спины врага и удар по нему мечом. На следующий день Катагири прибывает на окраину деревни и пытается убедить Яитиро сдаться. Когда последний отказывается (обвиняя Хори и других лидеров в некомпетентности и коррумпированности), они вдвоем вступают в бой один на один, в ходе которого Катагири использует новую технику, чтобы нанести тяжелое ранение. Яитиро пытается проделать тот же манёвр, но его расстреливают пехотинцы с винтовками, скрывающиеся в лесу. Зная, что такой способ смерти бесчестит самурая, Катагири встревожен. По возвращении в деревню он встречает жену Яитиро (Рэйко Такасима), которая рассказывает, что накануне вечером нанесла визит министру (главному вассалу клана) Хори и переспала с ним в обмен на его обещание сохранить Яитиро жизнь (обещание, которое так и не было выполнено Хори). Связанная клятвой совершить самоубийство в случае смерти Яичиро (Яитиро), она сводит счеты с жизнью, как и подобает жене самурая высокого ранга.
Не уверенный в своей догадке о том, что министр (главный вассал клана) Хори просто обманул жену Яитиро (Рэйко Такасима), переспав с нею и не выполнив обещания отпустить Ячиро по другую сторону горы (где находятся владения другого клана), Катагири разговаривает с ним за обедом по случаю успешного окончания дела (убийства Яитиро). Тот при двух гейшах и при ещё одном человеке из клана признается, что обманул жену Яитиро. Тогда Катагири достает спрятанный давным-давно небольшой узколезвийный нож (кинжал) и на следующий день, стоя на коленях дожидается момента, когда министр Хори пройдет мимо него совсем один, ничего не подозревая.
Понимая, что Хадзамы (Яитиро и его жена) стали жертвами коррумпированной системы, Катагири мстит Хори, нанося ему удар в сердце тонким лезвием (техника, известная как «скрытый клинок», которая почти не оставляет следов крови — в оригинальной японской версии техника на самом деле называется «коготь/царапина демона», поскольку входное отверстие, которое он оставляет, настолько мало, что кажется, что оно нанесено не человеком — преступником, а когтем зверя). Затем Катагири зарывает клинок в землю на могиле Хадзамы в качестве искупления и отказывается от своего статуса самурая (то есть подает в отставку с поста самурая данного клана).
Решив стать торговцем, он покидает деревню и отправляется на остров Эдзо (современный Хоккайдо), но сначала он решает посетить дом Кие (Киэ). Поскольку разница в социальном статусе больше не является препятствием, Катагири делает предложение руки и сердца, и Кие (Киэ) соглашается. Фильм заканчивается тем, что они держатся за руки, сидя на вершине холма, представляя свое совместное будущее.

## В ролях
| Актёр           | Роль                                   |
| --------------- | -------------------------------------- |
| Масатоси Нагасэ | Мунэдзо Катагири                       |
| Мацу Такако     | Кие                                    |
| Ёсиока Хидэтака | Симада Самон                           |
| Ёкиёси Оцава    | Хадзама Яитиро                         |
| Табата Томоко   | Сино Катагири (сестра Мунэдзо)         |
| Огата Кэн       | Министр Хори (главный вассал клана)    |
| Рэйко Такасима  | жена Хадзамы                           |
| Куни Танака     | Канбэй Катагири (дядя Мунэдзо)         |
| Тиеко Байсё     | госпожа Катагири (Мать Мунэдзо и Сино) |
| Мин Танака      | Сэнсэй Тода                            |
| Нэндзи Кобаяси  | Огата                                  |
| Хироси Канбе    | Наота (слуга)                          |
| Сатико Мицумото | госпожа Исэя                           |
| Нана Саито      | Бун (сестра Кие)                       |
| Такаси Сасано   | врач                                   |

## Приём
На Rotten Tomatoes у фильма был рейтинг одобрения 84 %, при этом консенсус гласит: «Неспешный и непрерывный самурайский фильм в стиле Джона Форда, который привносит эмоции и психологию в приключение эпического масштаба». Фильм также имеет рейтинг 76/100 на Metacritic на основе 11 обзоров.
«Скрытый клинок» был выбран Эдвардом Дугласом в списке лучших японских фильмов 21-го века IndieWire за 2018 год. Он назвал его «одним из лучших фильмов о самураях, не связанных с Куросавой».